# 東根駅
東根駅（ひがしねえき）は、山形県東根市宮崎三丁目にある、東日本旅客鉄道（JR東日本）奥羽本線の駅である。「山形線」の愛称区間に含まれている。

## 歴史
奥羽本線が山形駅から楯岡駅（現・村山駅）まで開通した当時、現在の東根市にあたる地域には軍の基地の最寄り駅である神町駅しか設けられず、東根の中心部には駅がなかった。そのため中心部に新しく駅を作る要望が生まれたのだが、東根温泉の湧出により東根の中心部よりも温泉により近い場所に駅を作ろうということになり、この東根駅が中心部とは少し離れた場所に開業した。
以来、東根市の代表駅として特急「こまくさ」の一部列車が停車していたが、山形新幹線の延伸に伴い、市の中心部に開業したさくらんぼ東根駅に山形新幹線の列車である特急「つばさ」が停車するようになり、代表駅としての地位を譲り渡すこととなった。

### 年表
- 1911年（明治44年）12月5日：開業[2][3]。
- 1959年（昭和34年）4月：駅舎を新装[4]。
- 1975年（昭和50年）2月1日：貨物の取扱を廃止し、旅客駅となる[2][3]。
- 1983年（昭和58年）10月19日：簡易委託化[5]。
- 1985年（昭和60年）3月14日：荷物の扱いを廃止[2]。
- 1987年（昭和62年）4月1日：国鉄分割民営化により、東日本旅客鉄道の駅となる[2]。
- 1999年（平成11年）12月4日：山形新幹線新庄延伸。さくらんぼ東根駅新設に伴う交換設備統廃合により棒線化[6]。
- 2002年（平成14年）4月1日：簡易委託を解除し、無人化[3]。
- 2006年（平成18年）4月1日：西口を開設。
- 2024年（令和6年）
  - 3月16日：ICカード「Suica」が利用可能となる[7][8]。
  - 10月1日：えきねっとQチケのサービスを開始[1][9]。

## 駅構造
東側に駅舎を有する地上駅であり、ホームへは跨線橋で連絡している。無人駅であり、山形駅が管理する。
山形新幹線新庄延伸工事が開始されるまでは島式ホーム1面2線を有していたが、工事により西側の1線が撤去され、単式ホーム1面1線となる。使われなくなった線路跡を利用して、2006年（平成18年）に駅西口が開設し、ロータリーや駐輪場も新設された。これにより、同市長瀞地区や国道13号からのアクセスが改善された。ただし、駅東西の行き来は駅構内を通過する形になるため禁止されているほか、終電が通過すると始発まで閉鎖・施錠される。
ホーム上に乗車駅証明書発行機と簡易Suica改札機が設置されている。

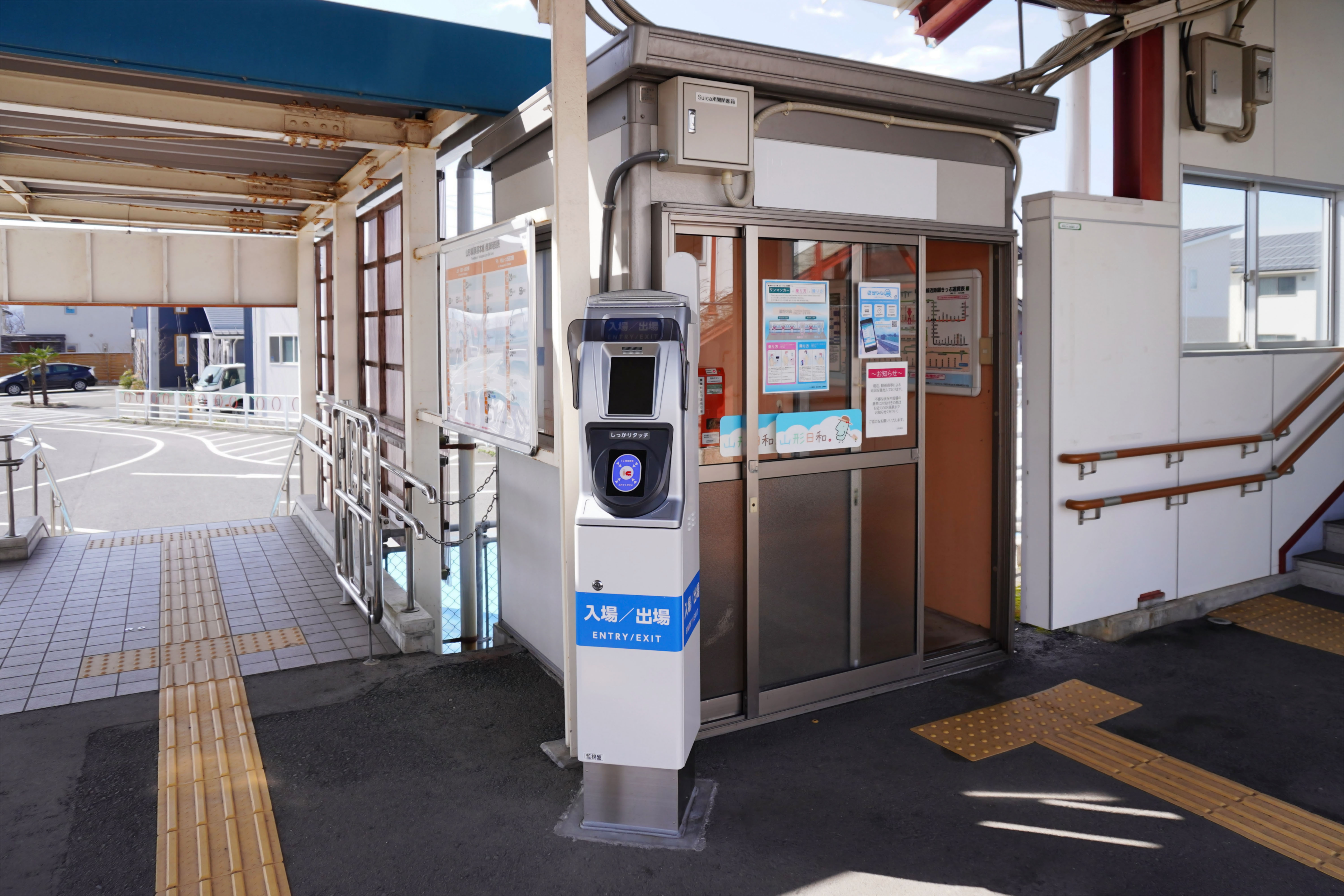
改札口（2024年3月）
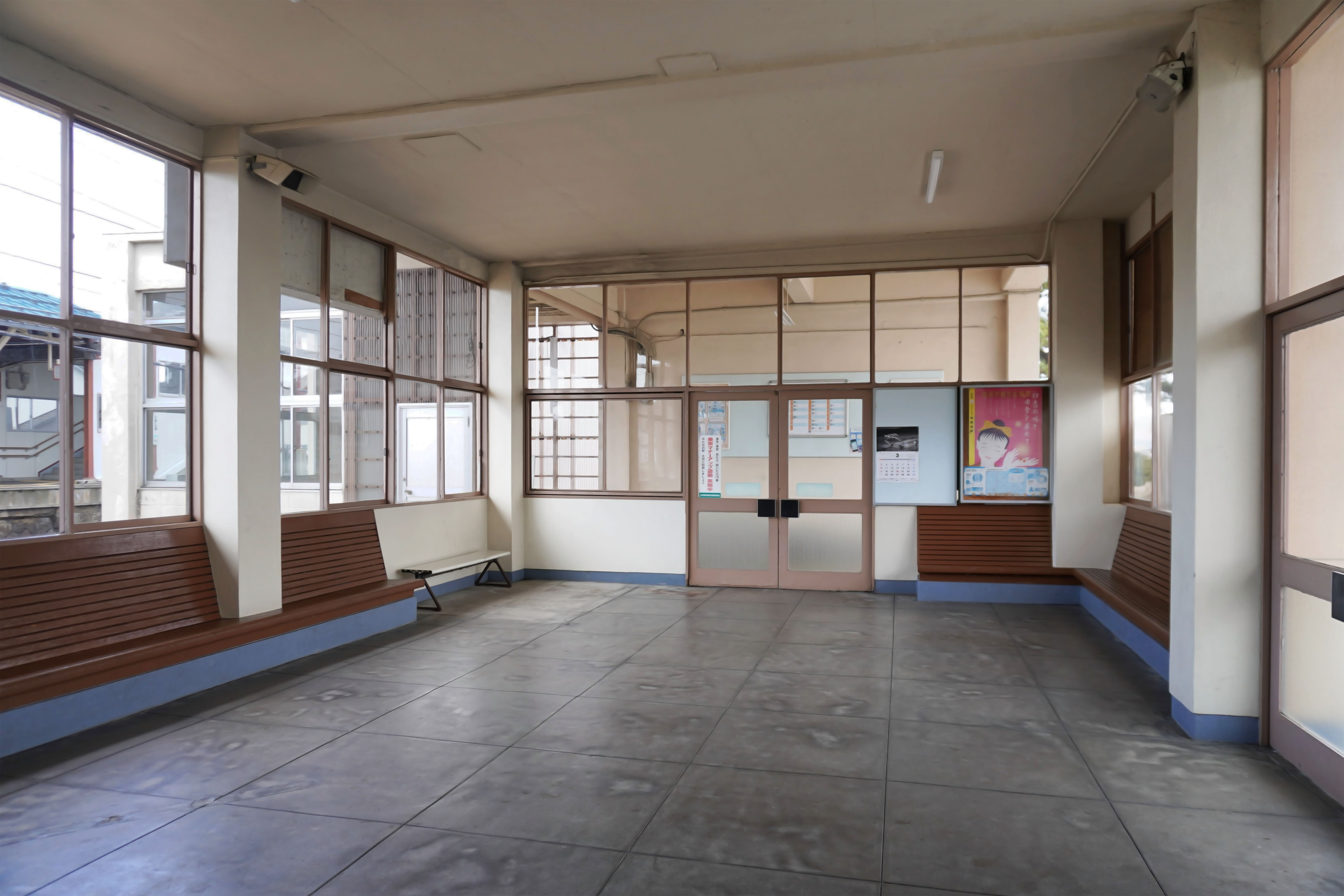
待合室（2024年3月）
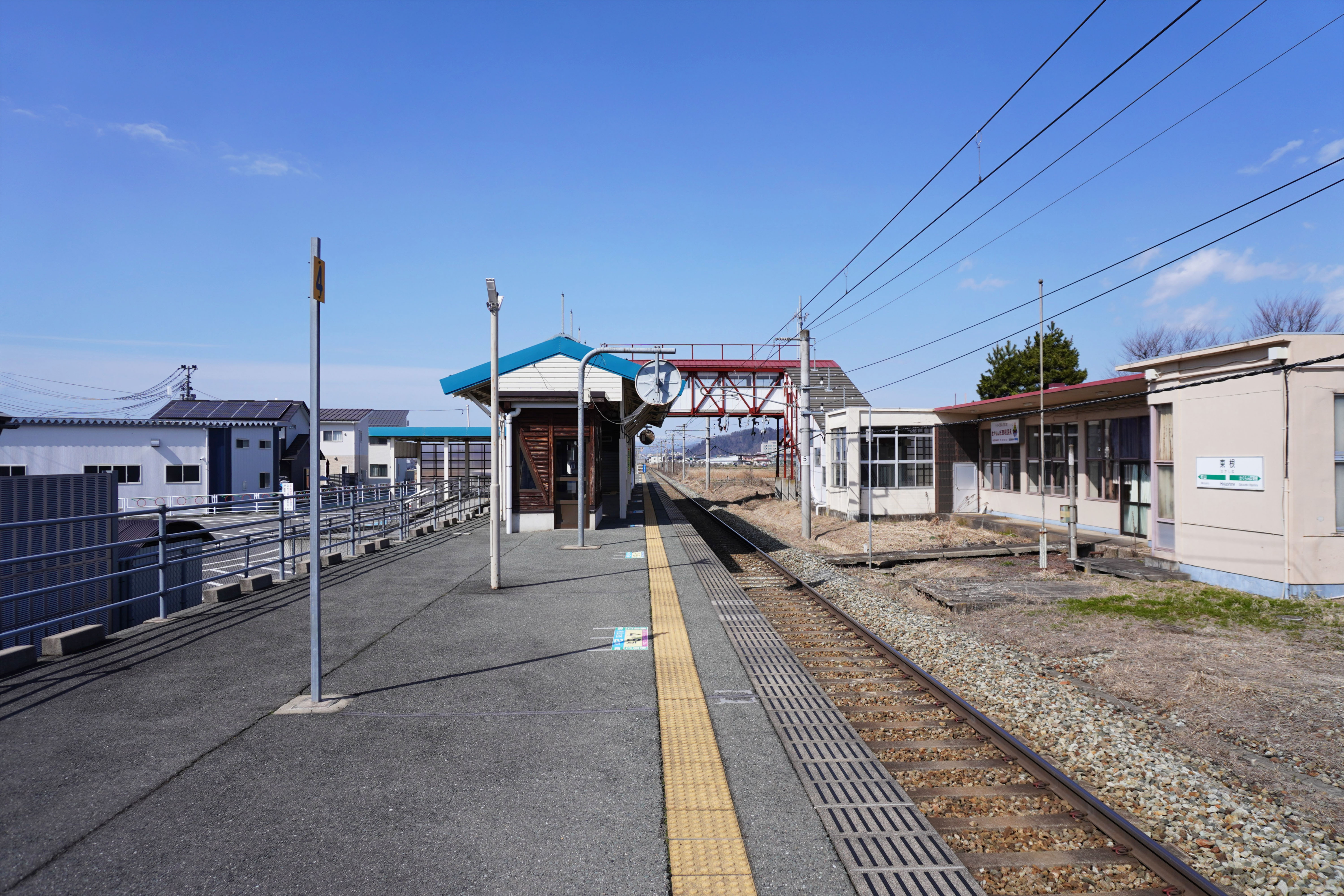
ホーム（2024年3月）
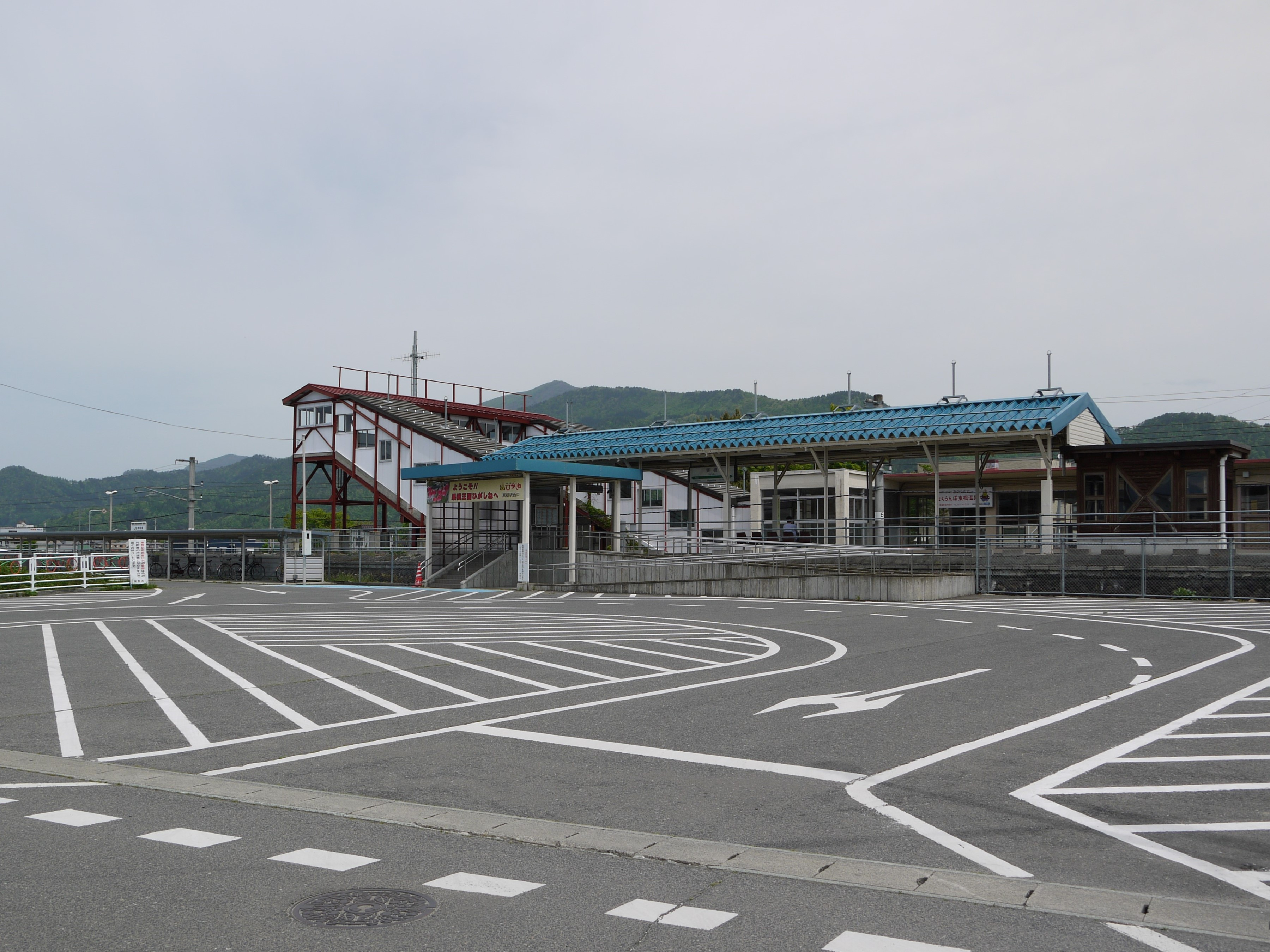
西口ロータリー（2023年5月）

## 利用状況
「山形県の鉄道輸送」によると、2000年度（平成12年度）- 2004年度（平成16年度）の1日平均乗車人員の推移は以下のとおりであった。
| 乗車人員推移       | 乗車人員推移     | 乗車人員推移 |
| 年度               | 1日平均 乗車人員 | 出典         |
| ------------------ | ---------------- | ------------ |
| 2000年（平成12年） | 327              | [ 10 ]       |
| 2001年（平成13年） | 302              | [ 10 ]       |
| 2002年（平成14年） | 269              | [ 10 ]       |
| 2003年（平成15年） | 277              | [ 10 ]       |
| 2004年（平成16年） | 275              | [ 10 ]       |

## 駅周辺
- 東根郵便局
- 東根温泉
- 大けやきラ・ラ・ラ通り
- 東根の大ケヤキ - 東根市立東根小学校内。日本一といわれ、国指定特別天然記念物となっている。
- 長瀞城跡

## 隣の駅
東日本旅客鉄道（JR東日本）
■山形線（奥羽本線）
さくらんぼ東根駅 - 東根駅 - 村山駅